# Mulle (kortspel av femkortstyp)
Mulle är ett ursprungligen danskt kortspel som går ut på att vinna så många som möjligt av de fem stick man spelar om.
Spelarna får i given fem kort var, och därutöver delas fem kort ut till en köphög. Det översta kortet i köphögen vänds upp och anger trumffärg. Förhand har rätt att byta ut sina kort mot köphögen; avstår förhand går möjligheten vidare till de andra spelarna. 
Varje spelare ska sedan bestämma om man vill gå med och spela om sticken eller om man vill passa, alltså avstå från spel den aktuella given. Förhand och given får dock inte passa.
Spelarna har från början 18 poäng var i protokollet. För varje vunnet stick får man dra av 1 poäng. En spelare som gått med och inte tagit något stick straffas med ett tillägg av 3 poäng. Allteftersom spelarna kommit ned till 0 poäng utgår de ur spelet. En spelare som uppnår exakt 30 poäng får också utgå. Spelet fortgår tills endast en spelare kvarstår, som då är spelets förlorare och ska kallas för "mulle".